# Conte Cowley
Conte Cowley è un titolo nobiliare inglese nella Parìa del Regno Unito.

## Storia

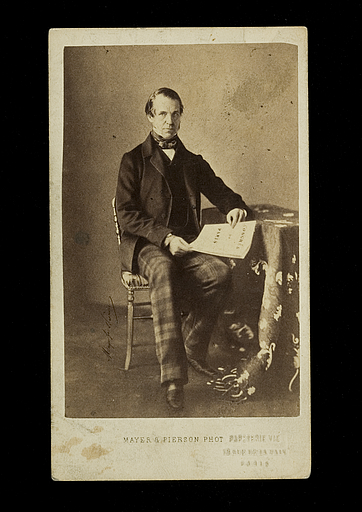
Henry Wellesley, I conte Cowley

Il titolo venne creato nel 1857 per il diplomatico Henry Wellesley, II barone Cowley, il quale fu ambasciatore britannico in Francia dal 1852 al 1867. Questi venne creato Visconte Dangan, di Dangan nella contea di Meath, nel contempo in cui ricevette la contea, sempre nella parìa del Regno Unito. Lord Cowley era il figlio primogenito di Henry Wellesley, I barone Cowley, che come suo figlio aveva prestato servizio come ambasciatore in Francia. Nel 1828 era stato creato Barone Cowley, di Wellesley nella contea di Somerset, nella Parìa del Regno Unito. Cowley era a sua volta figlio quintogenito ed ultimo di Garret Wellesley, I conte di Mornington, e pertanto fratello minore di Arthur Wellesley, I duca di Wellington, e Richard Wellesley, I marchese Wellesley.
Il I conte venne succeduto dal figlio primogenito, il II conte, che fu tenente colonnello delle Coldstream Guards e combatté nella Guerra di Crimea. Un suo pronipote, il VI conte, prestò servizio come Lord-in-Waiting dal gennaio al marzo del 1974 nel governo conservatore di Edward Heath. Attualmente i titoli sono detenuti dallo zio di quest'ultimo, il VII conte, che è succeduto al nipote nel 1975. Questi è il maggiore dei figli avuti dal secondo matrimonio del IV conte e quindi fratellastro del V conte.

## Baroni Cowley (1828)
- Henry Wellesley, I barone Cowley (1773–1847)
- Henry Richard Charles Wellesley, II barone Cowley (1804–1884) (creato Conte Cowley nel 1857)

## Conti Cowley (1857)
- Henry Richard Charles Wellesley, I conte Cowley (1804–1884)
- William Henry Wellesley, II conte Cowley (1834–1895)
- Henry Arthur Mornington Wellesley, III conte Cowley (1866–1919)
- Christian Arthur Wellesley, IV conte Cowley (1890–1962)
- Denis Arthur Wellesley, V conte Cowley (1921–1968)
- Richard Francis Wellesley, VI conte Cowley (1946–1975)
- Garret Graham Wellesley, VII conte Cowley (n. 1934)

L'erede apparente è il figlio dell'attuale detentore del titolo, Garret Graham Wellesley, visconte Dangan (n. 1965).